# Kirstine Seligmanns Skole
Kirstine Seligmanns Skole (KSS) er en privatskole beliggende i det centrale Vejle. 
I 1882 begyndte Kirstine Seligmann at undervise privatelever i sit eget hjem. Senere flyttede hun i lejede lokaler og i 1895 opførtes egen skolebygning. Skolen har samme adresse, men er udvidet en del siden da.
Kirstine Seligmanns Skole blev en selvejende institution i 1967.
Fra 1894 optoges også piger i skolen – efter pres fra flere forældre. Den 26. oktober 1895 indviedes skolens nuværende hovedbygning i Herslebsgade 3. Den oprindelige hovedbygning havde 2 etager med en uudnyttet tagetage. I 1898 blev taget hævet og 3. etage bygget på.
I 1982 købte skolen Herslebsgade 5, den tidligere KFUM-bygning. I årene efter erhvervedes yderligere ejendomme i Nutzornsgade, som i 1995 gav plads til skolens idrætshal. I 2000 købte skolen Nørrebrogade 12. I sommeren 2010 blev den nedrevet. En ny 4 etagers bygning er blevet opført. Indvielsen fandt sted den 25. marts 2011 med undervisningsministeren som æresgæst.
Siden er Worsøesgade skole købt og huser i dag Børnehaveklasse til 3. klasse samt SFO.
Worsøesgade 2 blev købt i 2015 og huser i dag en 1 årig børnehave.

## Skoleledere
- 1882 – 1934: Kirstine Seligmann,
- 1934 – 1952: Arne Spanner,
- 1952 – 1953: Agnes Spanner ledede skolen resten af året,
- 1953 – 1970: Else Spang Hansen,
- 1970 – 1979: Olav Gamdrup,
- 1979 – 2001: Bent Holm,
- 2001 – 2009: Inger Marie Holck,
- 2009 – 2019 : Tommy Kristensen
- 2019 – Vibeke Juul Johansen

### Afdelingsledere
- Roald Kaps - Afdelingsleder HE
- Susie Jakobsen - Afdelingsleder WO
- Johnny Skovsgaard - Afdelingsleder HE
- Rasmus Funk - Afdelingsleder WO

### Formænd for skolens bestyrelse
- 1967 – 1972 Landsretssagfører Per Krogh
- 1972 – 1978 Advokat Kaj Larsen
- 1978 – 1985 Proprietær Poul Bruhn
- 1985 – 1991 Direktionssekretær Jane Kjeldgaard
- 1991 – 1995 Direktør Mogens Svenstrup
- 1995 – 2004 Advokat Keld Norup
- 2004 – 2009 Bankrådgiver Mariann Riis Allesøe
- 2009 – 2018 Direktør Søren Agner
- 2018 - 2021 Salgschef Kostas Panayotis
- 2021- Major Jakob Østergaard

### Nuværende bestyrelse
- Jakob Østergaard F)
- Mich Klausen (NF)
- Camilla Vammen
- Henriette Bylling
- Helene Tornbjerg
- Uffe Nymark-Breum
- Peter Kjeldsen

## Ekstern henvisning
- Kirstine Seligmanns Skoles hjemmeside

| Skole | Spire Denne artikel om en skole, en uddannelsesinstitution eller uddannelse er en spire som bør udbygges. Du er velkommen til at hjælpe Wikipedia ved at udvide den. |